# Kyōko Hamaguchi

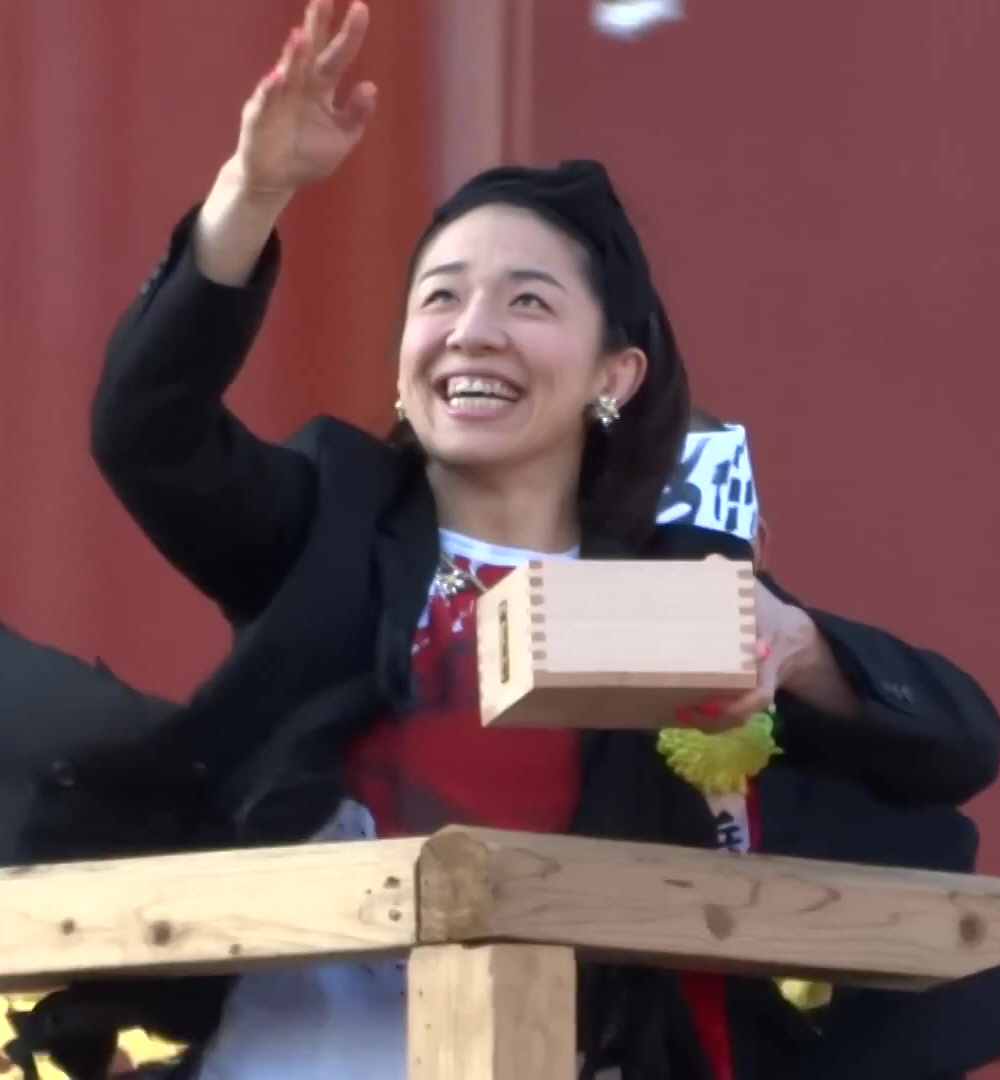
Kyōko Hamaguchi

Kyōko Hamaguchi (jap. 浜口 京子, Hamaguchi Kyōko; * 11. Januar 1978 im Tokioter Bezirk Taitō, Präfektur Tokio) ist eine japanische Ringerin. Sie wurde fünfmal Weltmeisterin und gewann bei zwei Olympischen Spielen Bronzemedaillen.

## Werdegang
Kyōko Hamaguchi ist die Tochter des Profi-Wrestlers Heigo „Animal“ Hamaguchi. Sie wuchs in Tokio auf und betrieb als Kind Schwimmen als Wettkampfsport. Mit 14 Jahren wechselte sie dann zum Ringen. Ihr erster Trainer war ihr Vater, mit dem sie in dessen „Hamaguchi Training Gym“ in Tokio trainierte. Später kamen dann noch Ryo Kanehama und in der Nationalmannschaft Kazuhito Sakae als Trainer hinzu. Als Erwachsene kämpft sie in der beim Damenringen schwersten Gewichtsklasse, die bis zum Jahre 2001 bis 75 kg und seit 2002 bis 72 kg Körpergewicht ging bzw. geht. Mit 1,80 Metern ist sie dabei eine der größten der Weltklasseringerinnen. Sie ist praktisch Berufsringerin und wird von der Japan Beverage, einem Getränkekonzern, gesponsert.
Mit der Teilnahme an der Weltmeisterschaft 1995 in Moskau in der Gewichtsklasse bis 70 kg als Siebzehnjährige begann die internationale Laufbahn von Kyōko Hamaguchi. Bei diesem Start musste sie freilich noch Lehrgeld bezahlen und landete auf dem 13. Platz. Bereits ein Jahr später wurde sie erstmals japanische Meisterin und wenig später in Xianshoh/China auch asiatische Meisterin in der Gewichtsklasse bis 70 kg. Bei der Weltmeisterschaft 1996 in Sofia verbesserte sie sich auf den 7. Platz.
1997 gelang ihr dann der erste große Erfolg bei einer internationalen Meisterschaft. In Clermont-Ferrand wurde sie Weltmeisterin in der Gewichtsklasse bis 75 kg Körpergewicht. Im Finale bezwang sie dabei Kristie Marano (Davis) aus den Vereinigten Staaten. Diesen Erfolg wiederholte sie in den Jahren 1997 und 1998 bei den Weltmeisterschaften in Poznań und in Boden/Schweden. In den Endkämpfen bezwang sie dabei bei beiden Meisterschaften wieder Kristie Marano.
In den Jahren 2000 und 2001 war Kyōko Hamaguchi dann nicht mehr so erfolgreich. Sie kam bei der Weltmeisterschaft 2000 in Sofia hinter Christine Nordhagen aus Kanada und Edyta Witkowska aus Polen auf den 3. Platz und verfehlte bei der Weltmeisterschaft 2001 in Sofia mit einem 4. Platz gar die Medaillenränge. Dabei verlor sie u. a. auch gegen Nina Englich aus Deutschland.
Im Jahre 2002 kehrte sie dann auf die Erfolgsspur zurück. Sie wurde zunächst in Busan Siegerin bei den Asien-Spielen vor Kang Min-Jeong aus Südkorea und Jana Panowa aus Kirgisistan. Danach wurde sie in Chalkida/Griechenland zum vierten Mal Weltmeisterin. Sie besiegte dabei mit Swetlana Martynenko aus Russland, Maider Unda Gonzales de Audicana aus Spanien, Galina Iwanowa aus Bulgarien, Edyta Witkowska und Wang Xu aus China fünf schwere Gegnerinnen. Bei der Weltmeisterschaft 2003 in New York errang sie ihren fünften Weltmeistertitel. Sie besiegte dabei Swetlana Sajenko aus der Ukraine, Kaliraman Sonika aus Indien, Edyta Witkowska, Stanka Slatewa aus Bulgarien und Toccara Montgomery aus den Vereinigten Staaten.
2004 wurde Kyōko Hamaguchi in Tokio vor Otschirbatyn Burmaa aus der Mongolei Asienmeisterin. Bei den Olympischen Spielen 2004 in Athen siegte sie in der Gewichtsklasse bis 72 kg zunächst über Toccara Montgomery und Stanka Slatewa, musste sich aber in ihrem dritten Kampf der Chinesin Wang Xu geschlagen geben. Mit dem Sieg über Swetlana Sajenko rettete sie aber noch eine Bronzemedaille.
Bei den Weltmeisterschaften 2005 in Budapest und 2006 in Guangzhou/China wurde sie dann jeweils Vize-Weltmeisterin. In Budapest bezwang sie u. a. die Chinesin Wang Jiao, die in ihrer weiteren Karriere noch eine Rolle spielen wird und verlor im Endkampf gegen Iris Smith aus den Vereinigten Staaten. 2006 besiegte sie in Guangzhou mit Otschirbatyn Burmaa, Kristie Marano, Swetlana Sajenko und Ohenewa Akuffo aus Kanada wieder vier Weltklasseringerinnen, musste sich im Finale aber erstmals der Bulgarin Stanka Slatewa geschlagen geben, die in den nächsten Jahren praktisch ihre Nachfolgerin auf dem Weltmeisterinnenthron wurde.
In den Jahren 2006, 2007 und 2008 siegte Kyōko Hamaguchi wieder bei der Asienmeisterschaft, während sie bei den Asien-Spielen 2006 in Doha hinter Wang Xu auf den 2. Platz kam und bei der Weltmeisterschaft 2007 in Baku nach Niederlagen gegen Stanka Slatewa und Olga Schanibekowa aus Kasachstan gar auf dem 9. Platz landete. Bei den Olympischen Spielen 2008 in Peking kam sie zu Siegen über Jelena Perepelkina aus Russland und Rosangela Conceicao aus Brasilien, dann verlor sie gegen Wang Jiao, womit ihr Traum von der olympischen Goldmedaille erneut geplatzt war. Es gelang ihr aber mit einem Sieg über Ali Sue Bernard aus den Vereinigten Staaten wieder eine olympische Bronzemedaille zu gewinnen.
Nach einem Jahr Pause startete Kyōko Hamaguchi im Jahre 2010 dann wieder bei der Weltmeisterschaft in Moskau. Dabei erzielte sie zunächst zwei bemerkenswerte Siege über Kateryna Burmistrowa aus der Ukraine und Otschirbatyn Burmaa, ehe sie gegen Ohenewa Akuffo unterlag. Mit einem Sieg über Maider Unda Gonzales de Audicana errang sie aber noch eine Bronzemedaille. Bei der Weltmeisterschaft 2011 in Istanbul verlor sie dann in ihrem zweiten Kampf erneut gegen Ohenewa Akuffo. Da diese das Finale nicht erreichte, schied sie aus und kam nur auf den 11. Platz.
2011 errang Kyoko Hamaguchi mit einem Sieg im Endkampf über Mami Shinkai ihren 16. japanischen Meistertitel. Mit fünf Weltmeistertiteln, vier weiteren WM-Medaillen, zwei olympischen Bronzemedaillen, einem Sieg bei Asien-Spielen und vier asiatischen Meistertiteln ist sie ohne Zweifel eine der weltweit erfolgreichsten Ringerinnen seit Einführung des Damenringens Ende der 1980er Jahre.
Für die Teilnahme an ihren dritten Olympischen Spielen 2012 in London hat sie sich im März 2012 in Astana qualifiziert. Dort belegte sie hinter Wang Jiao den 2. Platz. In London verlor sie aber gleich ihren ersten Kampf gegen Güsel Manjurowa aus Kasachstan nach Punkten (1:2 Runden, 2:10 Punkte). Da diese den Endkampf nicht erreichte, schied sie aus und kam nur auf den 11. Platz.
2013 nahm Kyoko Hamaguchi an keinen internationalen Wettbewerben teil. Im Dezember 2013 feierte sie aber bei der japanischen Meisterschaft nach längerer Pause ein erfolgreiches Comeback. Sie gewann dort ihren 16. japanischen Meistertitel, wobei sie im Halbfinale die Asienmeisterin Hiroe Suzuki und im Finale Mami Shinkai besiegte. Im März 2014 vertrat sie zusammen mit Mami Shinkai die japanischen Farben beim Mannschafts-Welt-Cup in Tokio in der Gewichtsklasse bis 75 kg. Beim grandiosen 8:0-Sieg Japans über Russland im Endkampf besiegte sie dabei Jekaterina Bukina nach Punkten.

## Internationale Erfolge
| Jahr | Platz  | Wettbewerb                             | Gewichtsklasse | Ergebnisse |
| 1995 | 13.    | WM in Moskau                           | bis 70 kg      | Siegerin: Lise Golliot, Frankreich vor Elmira Kurbanowa, Russland und Nina Englich, Deutschland                                                                                       |
| 1996 | 1.     | Asien-Meisterschaft in Xianshoh/China  | bis 70 kg      | vor Lee Yen-Hiu, Taiwan |
| 1996 | 7.     | WM in Sofia                            | bis 70 kg      | Siegerin: Christine Nordhagen, Kanada vor Galina Iwanowa, Bulgarien und Lise Golliot                                                                                                  |
| 1997 | 1.     | WM in Clermont-Ferrand                 | bis 75 kg      | nach Siegen über Elvira Barriga, Österreich, Elisaveta Tolewa, Bulgarien, Liu Dong-Feng, China und Kristie Marano, USA                                                                |
| 1998 | 1.     | WM in Poznań                           | bis 75 kg      | nach Siegen über Franziska Lacher, Schweiz, Sumrud Gurbanhadschijewa, Russland, Elvira\|Barriga und Kristie Marano                                                                    |
| 1999 | 1.     | WM in Boden/Schweden                   | bis 75 kg      | nach Siegen über Tatjana Komarnicka, Ukraine, Helene Karlsson, Schweden, Christine Nordhagen und Kriestie Marano                                                                      |
| 2000 | 3.     | WM in Sofia                            | bis 75 kg      | hinter Christine Nordhagen und Edyta Witkowska, Polen, vor Katerina Halova, Tschechien und Nina Englich                                                                               |
| 2001 | 1.     | Ost-Asien-Spiele in Ōsaka              | bis 75 kg      | vor Jiang Xueyan, China, Liu Chia-Lin, Taiwan und Jessica Forbes, Australien |
| 2001 | 1.     | Weltcup in Levallois                   | bis 75 kg      | vor Swetlana Martynenko, Russland und Jiang Xueyan |
| 2001 | 4.     | WM in Sofia                            | bis 75 kg      | nach Siegen über Tatjana Komarnicka und Katerina Halova und Niederlagen gegen Edyta Witkowska und Nina Englich                                                                        |
| 2002 | 1.     | Weltcup in Kairo                       | bis 72 kg      | vor Ohenewa Akuffo, Kanada und Swetlana Martynenko, Russland |
| 2002 | 1.     | WM in Chalkida/Griechenland            | bis 72 kg      | nach Siegen über Swetlana Martynenko, Maider Unda Gonzales de Audicana, Galina Iwanowa, Bulgarien, Edyta Witkowska und Wang Xu, China                                                 |
| 2003 | 1.     | Klippan-Lady-Open                      | bis 72 kg      | vor Monika Kowalska, Polen und Nina Englich |
| 2003 | 1.     | WM in Tokio                            | bis 72 kg      | nach Siegen über Swetlana Sajenko, Ukraine, Kaliraman Sonika, Indien, Edyta Witkowska, Stanka Slatewa, Bulgarien und Toccara Montgomery, USA                                          |
| 2003 | 3.     | Weltcup in Tokio                       | bis 72 kg      | hinter Toccara Montgomery und Christine Nordhagen, vor Ma Bailing, China und Anita Schätzle, Deutschland                                                                              |
| 2004 | 1.     | FILA-Test-Turnier in Athen             | bis 72 kg      | vor Maider Unda Gonzales de Audicana, Spanien, Toccara Montgomery und Swetlana Martinanko                                                                                             |
| 2004 | 1.     | Asien-Meisterschaft in Tokio           | bis 72 kg      | vor Otschirbatyn Burmaa, Mongolei und Zhang Dan, China |
| 2004 | Bronze | OS in Athen                            | bis 72 kg      | nach Siegen über Toccara Montgomery und Stanka Slatewa, einer Niederlage gegen Wang Xu, China, und einem Sieg über Swetlana Sajenko                                                   |
| 2004 | 1.     | Welt-Cup in Tokio                      | bis 72 kg      | vor Ohenewa Akuffo, Ma Bailing und Alena Starodubzewa, Russland |
| 2005 | 1.     | Welt-Cup in Clermont-Ferrand           | bis 72 kg      | vor Swetlana Sajenko und Iris Smith, USA |
| 2005 | 2.     | WM in Budapest                         | bis 72 kg      | nach Siegen über Rosangela Conceicao, Brasilien, Olga Schanibekowa, Kasachstan, Wang Jiao, China, und Swetlana Sajenko und einer Niederlage gegen Iris Smith                          |
| 2006 | 1.     | Asien-Meisterschaften                  | bis 72 kg      | vor Otschirbatyn Burmaa, Olga Schanibekowa und Qin Xiaoqing, China |
| 2006 | 2.     | Welt-Cup in Nagoya                     | bis 72 kg      | hinter Ohenewa Akuffo, vor Kristie Marano (Davis) und Swetlana Sajenko |
| 2006 | 2.     | WM in Guangzhou                        | bis 72 kg      | nach Siegen über Otschirbatyn Burmaa, Kristie Marano, Swetlana Sajenko und Ohenewa Akuffo und einer Niederlage gegen Stanka Slatewa                                                   |
| 2006 | 2.     | Asien-Spiele in Doha                   | bis 72 kg      | hinter Wang Xu, vor Jana Panowa, Kirgisistan und Otschirbatyn Burmaa |
| 2007 | 1.     | Asien-Meisterschaften in Bischkek      | bis 72 kg      | vor Olga Schanibekowa, Jana Panowa und Wang Xu |
| 2007 | 9.     | WM in Baku                             | bis 72 kg      | nach einem Sieg über Laure Ali Annabel, Kamerun, einer Niederlage gegen Stanka Slatewa, einem Sieg über Sheherazade Bentorki, Frankreich und einer Niederlage gegen Olga Schanibekowa |
| 2008 | 1.     | Asien-Meisterschaften in Jeju/Südkorea | bis 72 kg      | vor Otschirbatyn Burmaa, Xu Qing und Jana Panowa |
| 2008 | Bronze | OS in Peking                           | bis 72 kg      | nach Siegen über Jelena Perepelkina, Russland und Rosangela Conceicao, einer Niederlage gegen Wang Jiao und einem Sieg über Ali Sue Bernard, USA                                      |
| 2008 | 3.     | WM in Tokio                            | bis 72 kg      | nach Siegen über Stephany Lee, USA und Natalja Schinkarowa, Weißrussland, einer Niederlage gegen Hong Yan, China und einem Sieg über Otschirbatyn Burmaa                              |
| 2010 | 3.     | Welt-Cup in Nanjing                    | bis 72 kg      | hinter Ali Sue Bernard und Natalja Worobjewa, Russland |
| 2010 | 3.     | WM in Moskau                           | bis 72 kg      | nach Siegen über Kateryna Burmistrowa, Ukraine und Otschirbatyn Burmaa, einer Niederlage gegen Ohenewa Akuffo und einem Sieg über Maider Unda Gonzales de Ausicana                    |
| 2010 | 3.     | Asien-Spiele in Guangzhou              | bis 72 kg      | hinter Gelegdschamtsyn Narantschimeg, Mongolei und Li Dan, China |
| 2011 | 1.     | Welt-Cup in Liévin                     | bis 72 kg      | vor Jekaterina Bukina, Russland und Xu Qing |
| 2011 | 3.     | Asien-Meisterschaft in Taschkent       | bis 72 kg      | hinter Güzäl Mänürowa, Kasachstan und Jiao Wang |
| 2011 | 13.    | WM in Istanbul                         | bis 72 kg      | nach einem Sieg über Jaresmit Weffer, Venezuela und einer Niederlage gegen Ohenwa Akuffo                                                                                              |
| 2012 | 2.     | Olympia-Qualif.-Turnier in Astana      | bis 72 kg      | hinter Wang Jiao, vor Kung Han-Bit, Südkorea und Badrachyn Odontschimeg, Mongolei |
| 2012 | 11.    | OS in London                           | bis 72 kg      | nach einer Niederlage gegen Güsel Manjurowa, Kasachstan |

## Japanische Meisterschaften
Kyōko Hamaguchi gewann zwischen 1996 und 2013 sechzehnmal die japanische Meisterschaft in den Gewichtsklassen bis 70 kg, 75 kg und 72 kg Körpergewicht.
Erläuterungen
- alle Wettbewerbe im freien Stil
- OS = Olympische Spiele, WM = Weltmeisterschaft